# فرودگاه شمال شرق کربلا
فرودگاه شمال شرق کربلا (به انگلیسی: Karbala Northeast Airport) یک فرودگاه است که یک باند فرود آسفالت دارد و طول باند آن ۳۰۳۰ متر است. این فرودگاه در شهر کربلا کشور عراق قرار دارد و در ارتفاع ۹۵ متری از سطح دریا واقع شده است.